# Protestantisme à Héricourt

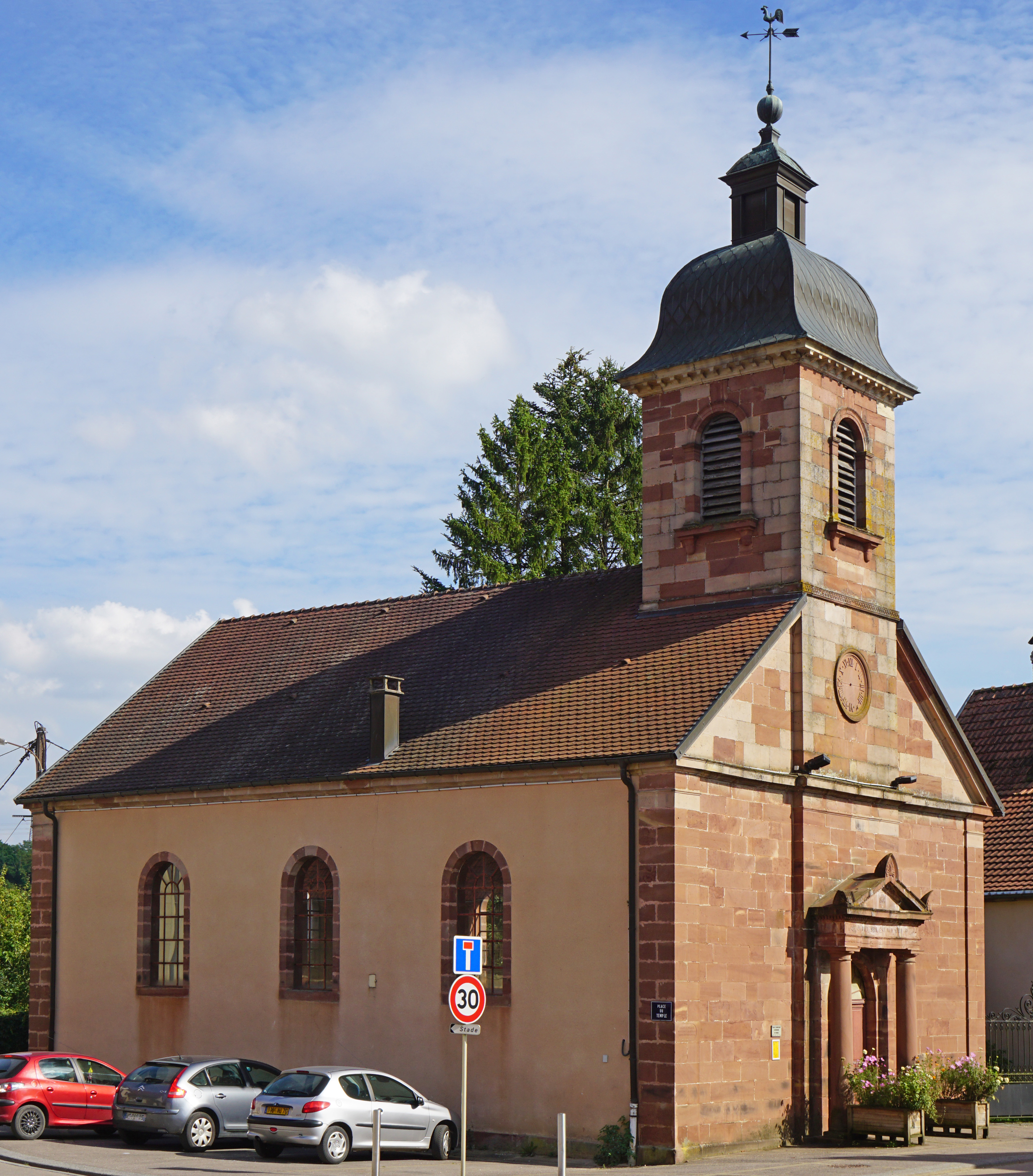
Le temple luthérien de Bussurel.

Le protestantisme apparaît à Héricourt dès le XVIe siècle. À cette époque, Héricourt est le siège d'un consistoire, qui regroupe huit paroisses. Les deux principales églises protestantes de la ville de Héricourt sont l'église Saint-Christophe de Héricourt et le temple luthérien de Bussurel. La seigneurie d'Héricourt appartenant au principauté de Montbéliard, protestante, les communes voisines de Héricourt ont gardé d'importants édifices patrimoniaux protestants comme le temple luthérien de Clairegoutte ou de Champey.

## Histoire

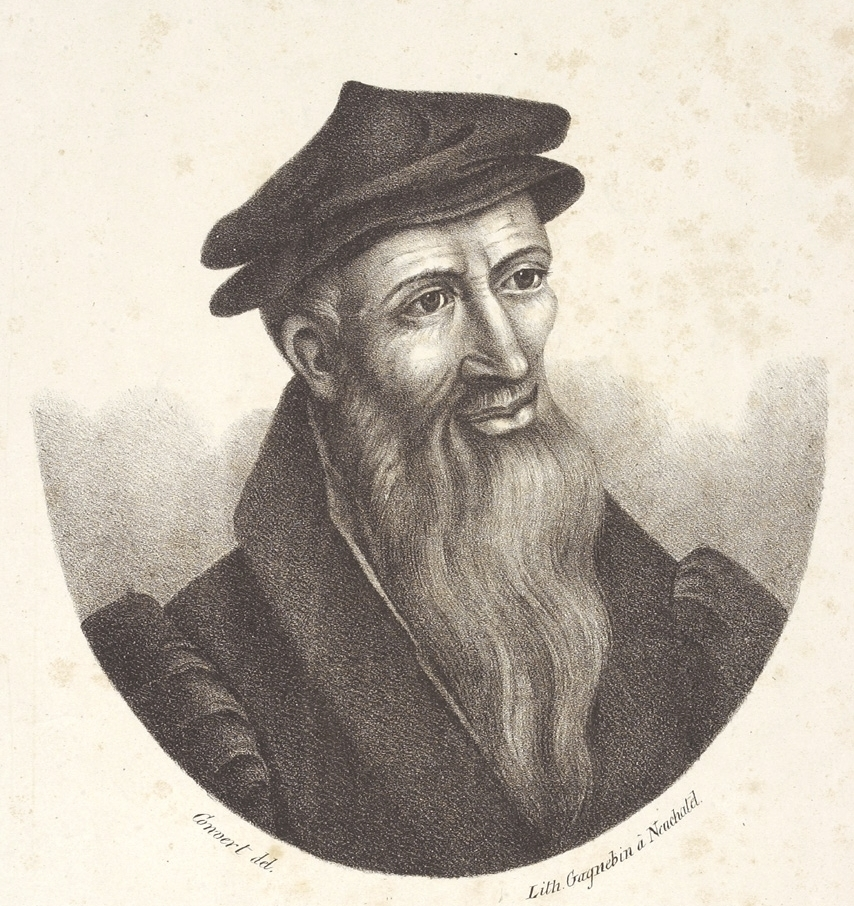
Guillaume Farel, l'un des prêcheurs du protestantisme dans la région de Héricourt - Montbéliard

À la suite de la Réforme protestante au XVIe siècle, les idées protestantes se répandent dans tout l'est de la France, y compris les régions de Montbéliard et d'Héricourt, où prêche Guillaume Farel en 1524-1525. En mars 1525, Ulrich VI de Wurtemberg expulse Guillaume Farel de Montbéliard. Cette expulsion provoque des mécontentements chez les paysans favorables à la Réforme dont certains entrent en révolte. Des bandes de paysans des environs de Belfort et de Montbéliard parcourent la région avec pour signe de ralliement était « un vieux soulier au bout d'une perche ». Ils ravagent Héricourt, Plancher et Champagney avant d'être anéantis lors d'un combat aux environs de Villersexel en août 1525. Les bâtiments religieux catholiques d'Héricourt sont mis à mal par cet épisode franc-comtois de la Guerre des paysans.
En 1561, les ducs de Wurtemberg obtiennent le territoire de Héricourt. C'est ainsi que de multiples familles protestantes s'installent à Héricourt. Ces familles fondent des industries qui permirent à la ville de se créer une renommée régionale. Les principales industries ont été fondées par les protestants et non par les catholiques. À partir du mois de juin 1563, le pasteur Jean Larcher, originaire de Bordeaux, est nommé à Héricourt (le premier pasteur de Héricourt).
Dès le XVIe siècle, de nombreux temples protestants sont construits sur le territoire de la commune et sa région. Les principaux temples édifices de cette époque sont le temple luthérien de Clairegoutte, le temple de Vyans-le-Val ou encore l'église Saint-Christophe de Héricourt. Au XVIIIe siècle, la construction d'édifices protestants se poursuit avec l'élévation du temple luthérien de Champey et du temple de Couthenans. Parmi les temples construits récemment, citons le temple luthérien de Bussurel (1834) et le temple de Brévilliers, édifié durant le XIXe siècle.
Héricourt est le siège du consistoire protestant de Haute-Saône. Ce dernier dépend de l'inspection ecclésiastique de Montbéliard. Ce consistoire regroupe huit paroisses : celle de Héricourt, Brevilliers, Bussurel, Couthenans, Étobon, Chenebier, Clairegoutte et Magny-Danigon.

## Les lieux de cultes protestants

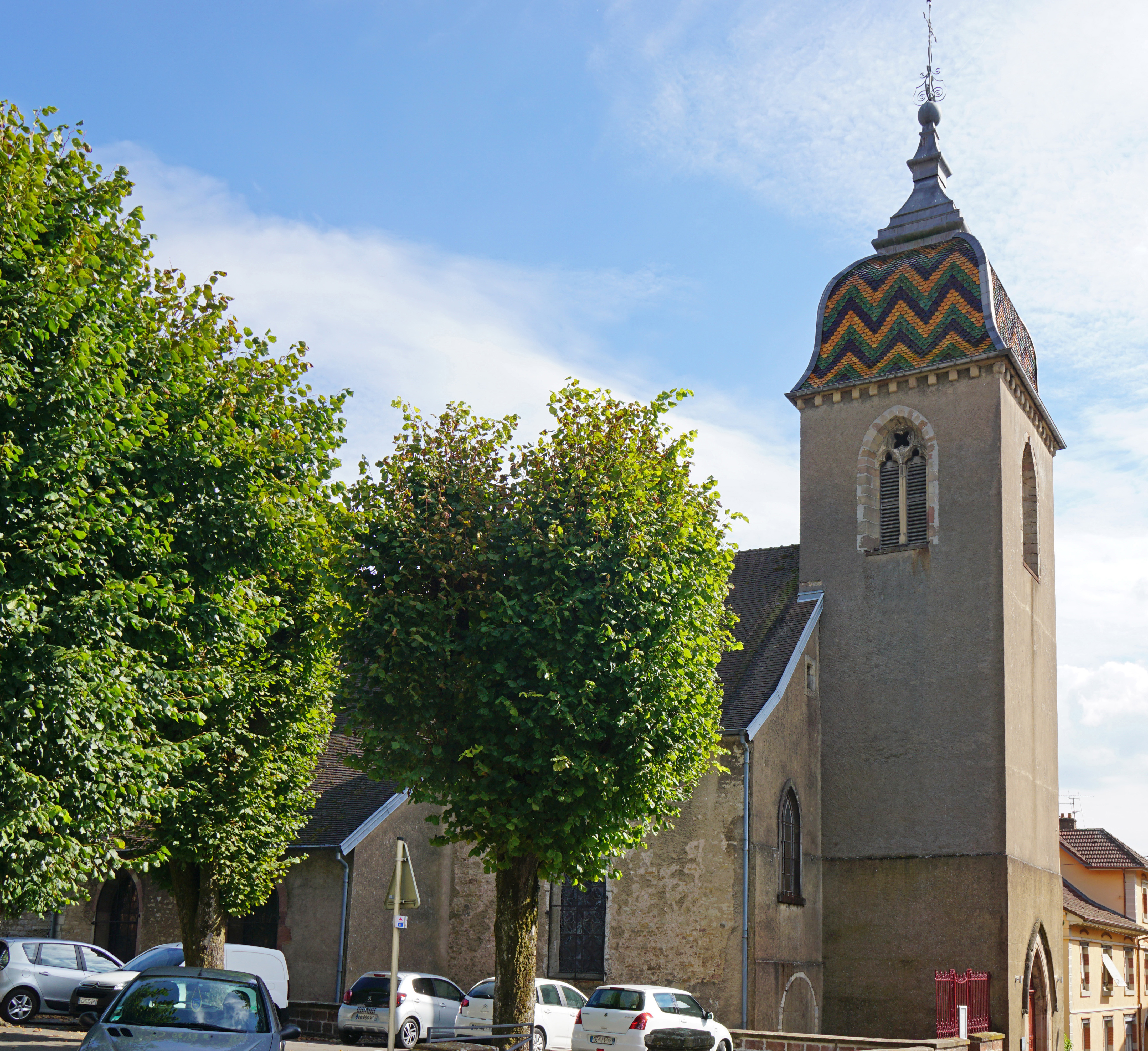
L'église Saint-Christophe de Héricourt.

- L'église luthérienne Saint-Christophe de Héricourt est une église protestante qui a été fondée entre le XI et le XIIe siècle. L'édifice a été construit en plusieurs étapes. Les derniers éléments ont été posés au XVIe siècle avec le chœur et la chapelle. Construite avant la Réforme protestante, l'Église Saint-Christophe de Héricourt est donc initialement une église catholique, mais elle devient luthérienne en 1562 à la suite de l'acquisition du territoire d'Héricourt par les ducs de Wurtemberg qui appliquent alors le principe Cujus regio, ejus religio établi par les dispositions de la paix d'Augsbourg (1555) et confirmé par les traités de Westphalie (1648). Lors de l'occupation d'Héricourt par les Français en mai 1700, l'église est utilisée pour les deux cultes (catholique et protestant). Cela continue jusqu'en 1887. À partir de cette dernière année, elle redevient une église luthérienne, avec une paroisse appartenant à l'Église évangélique luthérienne de France. Depuis le 2 février 1987, l'église Saint-Christophe appartient à la Paroisse luthérienne du Mont-Vaudois qui regroupe plusieurs localités[4]. L'Église Saint-Christophe de Héricourt est classée au titre des monuments historiques depuis le 28 août 1995[5].

- Le temple luthérien de Bussurel a été construit en 1834 sur les plans de l'architecte Mougenot. Le temple comporte un clocher à dôme à l'impériale surplombé d’une tourelle et d’une forme circulaire. Sur le porche, le fronton, de forme triangulaire, est soutenu par deux colonnes. Une inscription d'une devise couramment utilisée sur les temples de la région d'Héricourt, est gravée sur le fronton : « Dieu seul est mon appui » (la devise traditionnelle est « En Dieu mon appuy »).

## Les pasteurs de Héricourt
Le premier pasteur de Héricourt était Jean Larcher, pasteur de 1563 à 1588. Le dernier pasteur de la ville était Bernard Grosclaude qui exerça de 1972 à 1974. (La paroisse d'Héricourt est ensuite fusionnée au sein de la paroisse luthérienne du Mont-Vaudois.) Au total, vingt-six pasteurs se sont succédé à Héricourt.
- 1563-1588 : Jean Larcher
- 1588-1592 : Antoine Serray
- 1593-1600 : Nicolas Schoen
- 1601-1623 : Ogier Cucuel
- 1623-1635 : Adam Louys
- 1635-1637 : Jacques Cuvier
- 1637-1671 : Charles Duvernoy
- 1671-1674 : Jean Barthol
- 1674-1687 : Jean-Christophe Stoffel
- 1687-1736 : Pierre Cucuel
- 1737-1753 : J. Georges Surleau
- 1753-1786 : G. Eberard Mequillet
- 1786-1831 : G. Frédéric Mequillet
- 1831-1879 : Ch. Frédéric Lods
- 1879-1901 : G.Louis Girardez
- 1901-1911 : Robert Fayot
- 1911-1945 : Charles Parrot
- 1945-1948 : Georges Moeschler
- 1947-1951 : Henri Michaud
- 1951-1960 : Jean-Daniel Brylinski
- 1952-1956 : Pierre Nardin
- 1956-1968 : Marc Hérubel
- 1962-1964 : Gilbert Humbert
- 1964-1972 : Raymond Rouzot
- 1968-1976 : Gilles Gravet
- 1972-1974 : Bernard Grosclaude

## Personnalités protestantes héricourtoises
- Jean-Frédéric Nardin est un pasteur luthérien né à Héricourt (Haute-Saône) le 29 août 1687, qui fut un disciple de Philipp Jacob Spener, promoteur du piétisme et précurseur du Réveil.